# يوهان دي فيت
يوهان دي فيت (بالهولندية: Johan de Witt؛ 24 سبتمبر 1625 - 20 أغسطس 1672) كان رجل دولة هولندي وشخصية سياسية رئيسية في الجمهورية الهولندية في منتصف القرن السابع عشر، عندما جعلت تجارتها البحرية المزدهرة في فترة العولمة من الجمهورية قوة تجارية أوروبية رائدة وبحرية يشار إليه الآن باسم العصر الذهبي الهولندي. سيطر دي ويت على النظام السياسي الهولندي من حوالي عام 1650 حتى قبل وفاته بقليل في عام 1672، حيث عمل مع فصائل مختلفة من جميع المدن الرئيسية تقريبًا، وخاصة مسقط رأسه، دوردريخت، وموطن زوجته أمستردام.

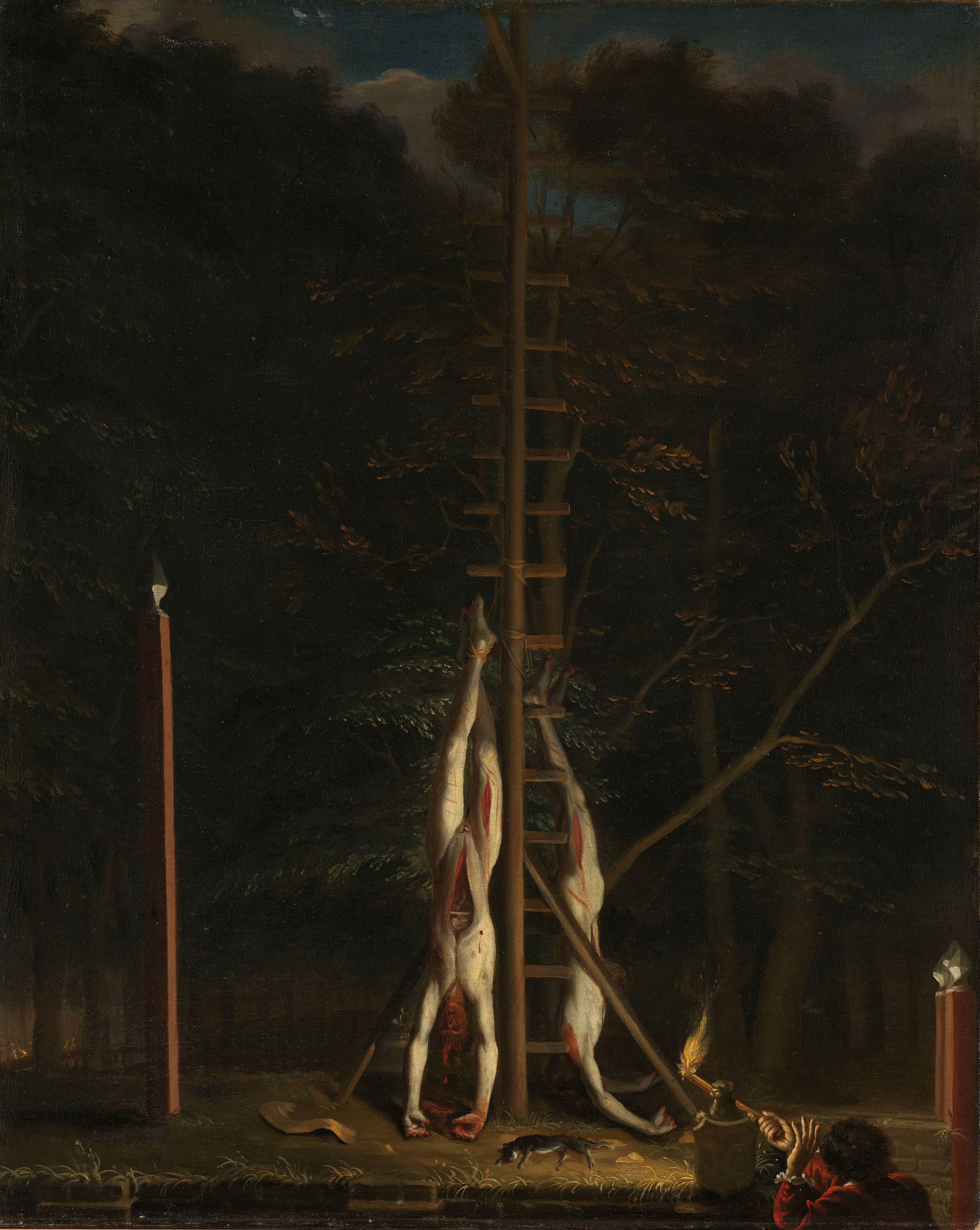
جثث الأخوان دي ويت بريشة رسام العصر الذهبي الهولندي يان دي باين رسمها 1672–1675. يصور العمل الأجساد المقتولة والمشوهة للأخوين يوهان وكورنيليس دي ويت معلقة رأسًا على عقب في لاهاي، متحف ريجكس في أمستردام.

سيطر الأخوان دي ويت، المعارضان لعائلة أوراني - ناساو ، على السياسة الهولندية لعدة سنوات، لكنهما تركا البلاد غير مستعدة تماماً عندما تعرضت جمهورية هولندا لهجوم من قبل إنجلترا وفرنسا وأبرشيات مونستر وكولونيا بقيادة لويس الرابع عشر ملك فرنسا عام 1672، هذا المنحدر الخطير بالأضافة لصنع الأخوان دي ويت العديد من الأعداء، لأنهم لم يرغبوا في أن يصبح ويليام الثالث من أوراني صاحب العرش أدى إلى مقتلهما، في 20 أغسطس 1672.

## روابط خارجية
- يوهان دي فيت على موقع الموسوعة البريطانية (الإنجليزية)
- يوهان دي فيت على موقع إن إن دي بي (الإنجليزية)